# Onarga (Illinois)
Onarga – wieś w Stanach Zjednoczonych, w stanie Illinois, w hrabstwie Iroquois.